# Верховская (Кемеровская область)
Верховска́я (телеут. Сас) — деревня в Беловском районе Кемеровской области. Входит в состав Бековского сельского поселения. 

## География
Центральная часть населённого пункта расположена на высоте 193 м над уровнем моря.

## История
В 1968 году деревня имела статус посёлка и входила в состав Зареченского сельсовета Беловского района.
| Год учёта | Статистические сведения | Статистические сведения | Статистические сведения                                   |
| Год учёта | Население               | Домохозяйства           | Объекты социально-экономического и культурного назначения |
| --------- | ----------------------- | ----------------------- | --------------------------------------------------------- |
| 1968      | 365                     | 80                      | Бригада колхоза. Начальная школа, библиотека.             |

## Население
| 2010 |
| ---- |
| 198  |

### Половой состав
По данным Всероссийской переписи населения 2010 года, в деревня Верховская проживало 198 человек (96 мужчин, 102 женщины).

### Национальный состав
Согласно результатам переписи 2002 года, в национальной структуре населения телеуты составляли 84 %.